# Eusitalces (rechtvleugeligen)
Eusitalces is een geslacht van rechtvleugeligen uit de familie veldsprinkhanen (Acrididae). De wetenschappelijke naam van dit geslacht is voor het eerst geldig gepubliceerd in 1911 door Bruner.

## Soorten
Het geslacht Eusitalces omvat de volgende soorten:
- Eusitalces apolinari (Hebard, 1923)
- Eusitalces rubripes Günther, 1940
- Eusitalces vittatus Bruner, 1911